# Hautastein bei Fischbach

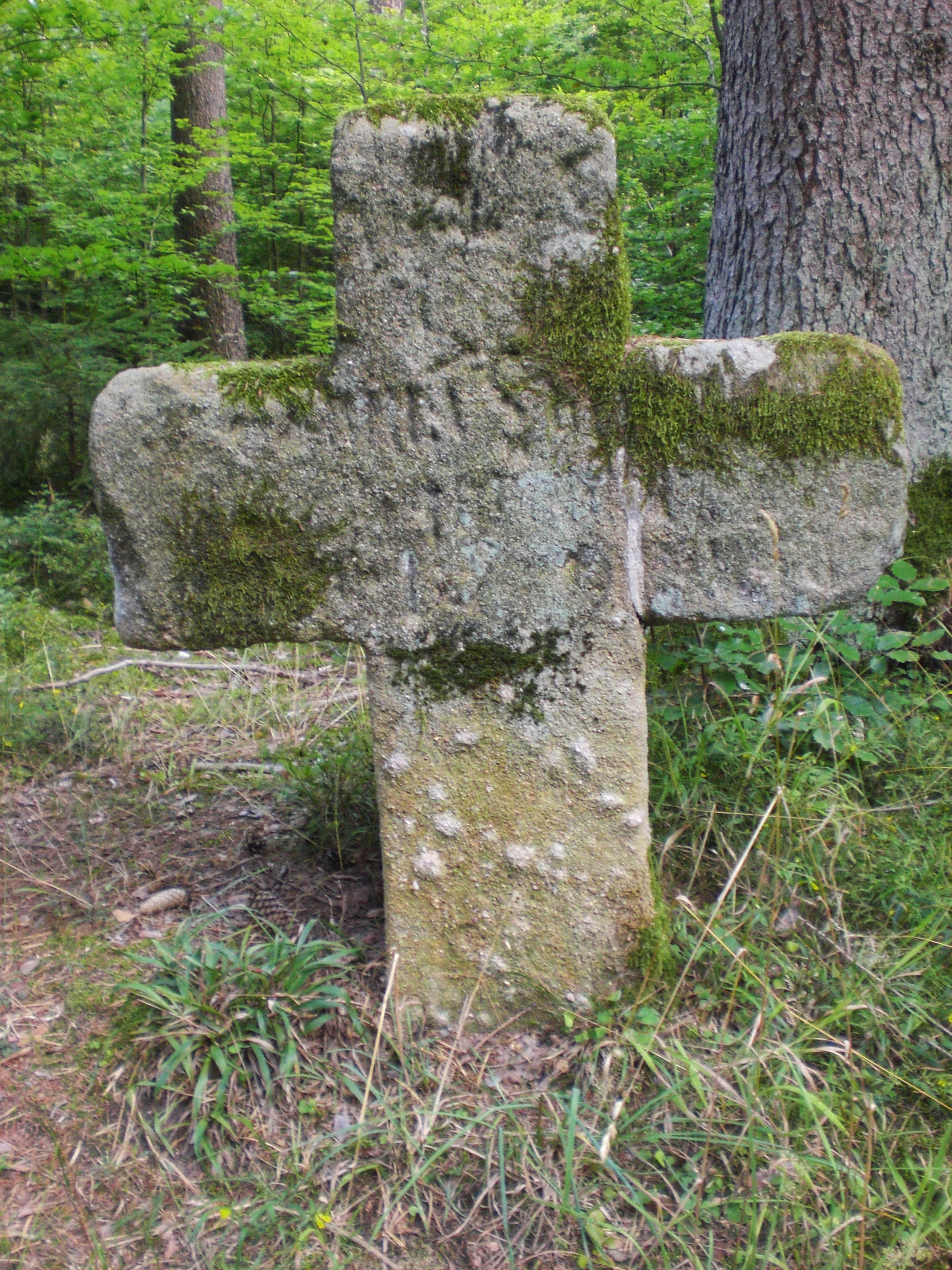
Hautastein

Der Hautastein  ist ein historisches Steinkreuz im gemeindefreien Gebiet Fischbach  im mittelfränkischen Landkreis Nürnberger Land in Bayern.
Es wird auch Hausener Stein, Hifma Hafma Sta, Hautasta, oder Forschterkreuz genannt.

## Lage
Das Steinkreuz befindet sich etwa 3,2 Kilometer nordöstlich von Fischbach bei Nürnberg und 2,4 Kilometer südwestlich von Brunn. Es steht dort unmittelbar an einer Forststraße, die auch Steinbruchweg genannt wird und Bestandteil des Wanderweges Christian-Woesch-Weg () ist. Die Verwaltung der Bayerischen Staatsforsten hat 2017 vor Ort eine Informationstafel aufgestellt.

## Beschreibung
Das Kreuz zählt nicht zu den Sühnekreuzen, sondern ist ein sogenanntes Erinnerungsmal.  Es ist in lateinischer Form aus Sandstein ausgearbeitet, etwa 100 cm hoch, 82 cm breit und 30 cm tief. Der rechte Arm des Kreuzes war abgebrochen und wurde 1954 von der Deutschen Steinkreuzforschung wieder fachgerecht angefügt, was heute nur durch eine kleine Rille erkennbar ist. Auf der Vorderseite ist der Schriftzug "Martin hauta forster anno 1598", eingemeißelt. Daher rührt sein Name, Hautastein. Die anderen Bezeichnungen sind eine lokale dialektische Verschleifung von Hauta. Die Schrift wurde mehrfach überarbeitet, so war früher auch die Jahreszahl 1898 zu lesen. Diese ist heute verschwunden und durch die Überarbeitung kann die Schrift nicht mehr als ursprünglich gelten. 
Auf der Vorderseite sind weitere stark verwitterte Reste von Schriftzeichen zu erkennen, die nicht mehr entziffert werden können.
Im Frühjahr 2020 wurde das Kreuz mutmaßlich durch einen umstürzenden Baum sehr schwer beschädigt. Im April 2021 wurde das beschädigte Kreuz nach Beauftragung durch die Bayerischen Staatsforsten nach einer fachgerechter Restaurierung durch einen Nürnberger Steinmetzmeister wieder aufgestellt.

## Geschichte und Sage
Erzählt wird, dass an dieser Stelle der Förster Martin Hauta, der den Lohn für die Arbeiter nach Netzstall bringen wollte, erschlagen und beraubt wurde. 

## Bildergalerie

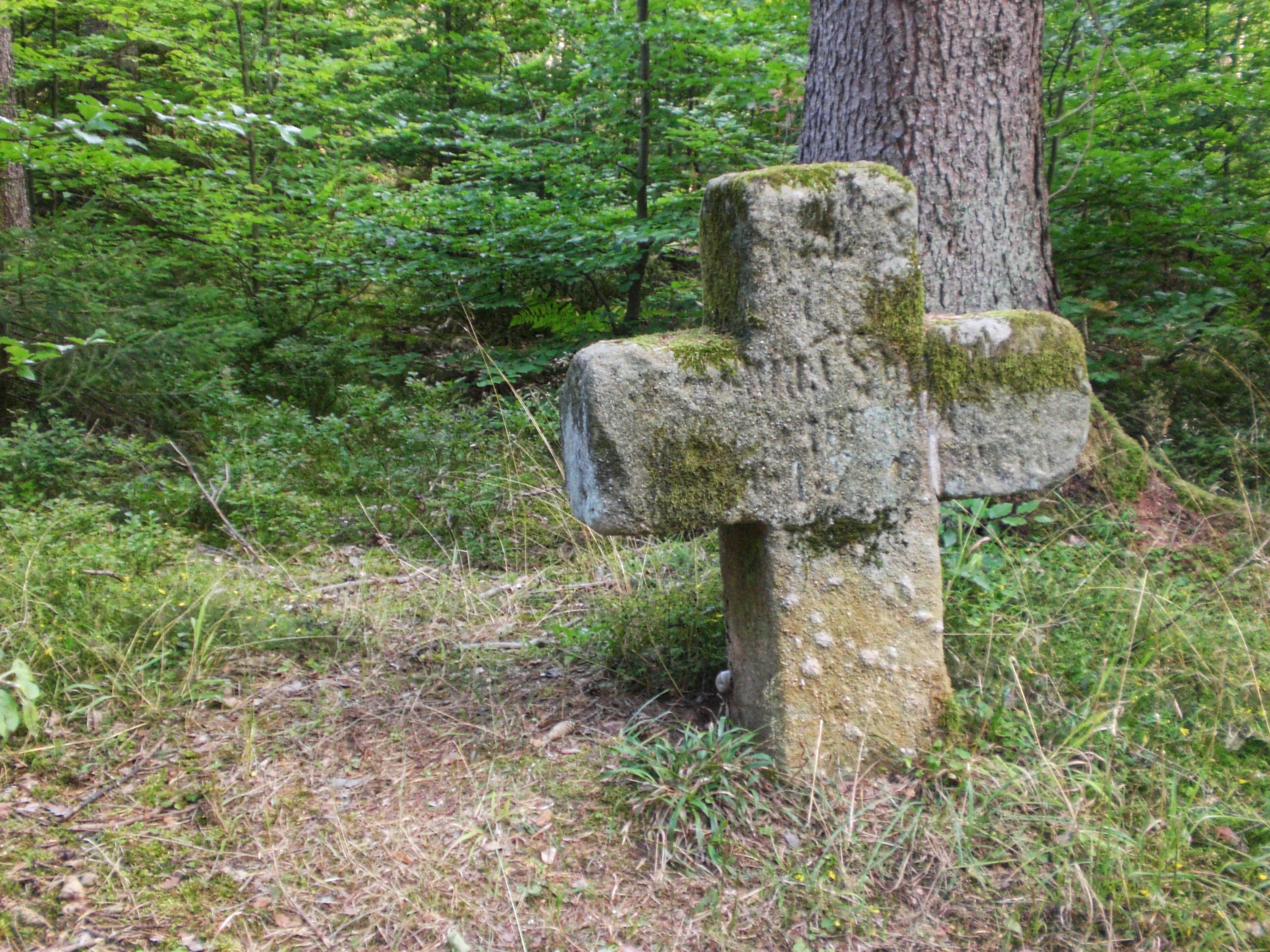
Sicht auf den Standort
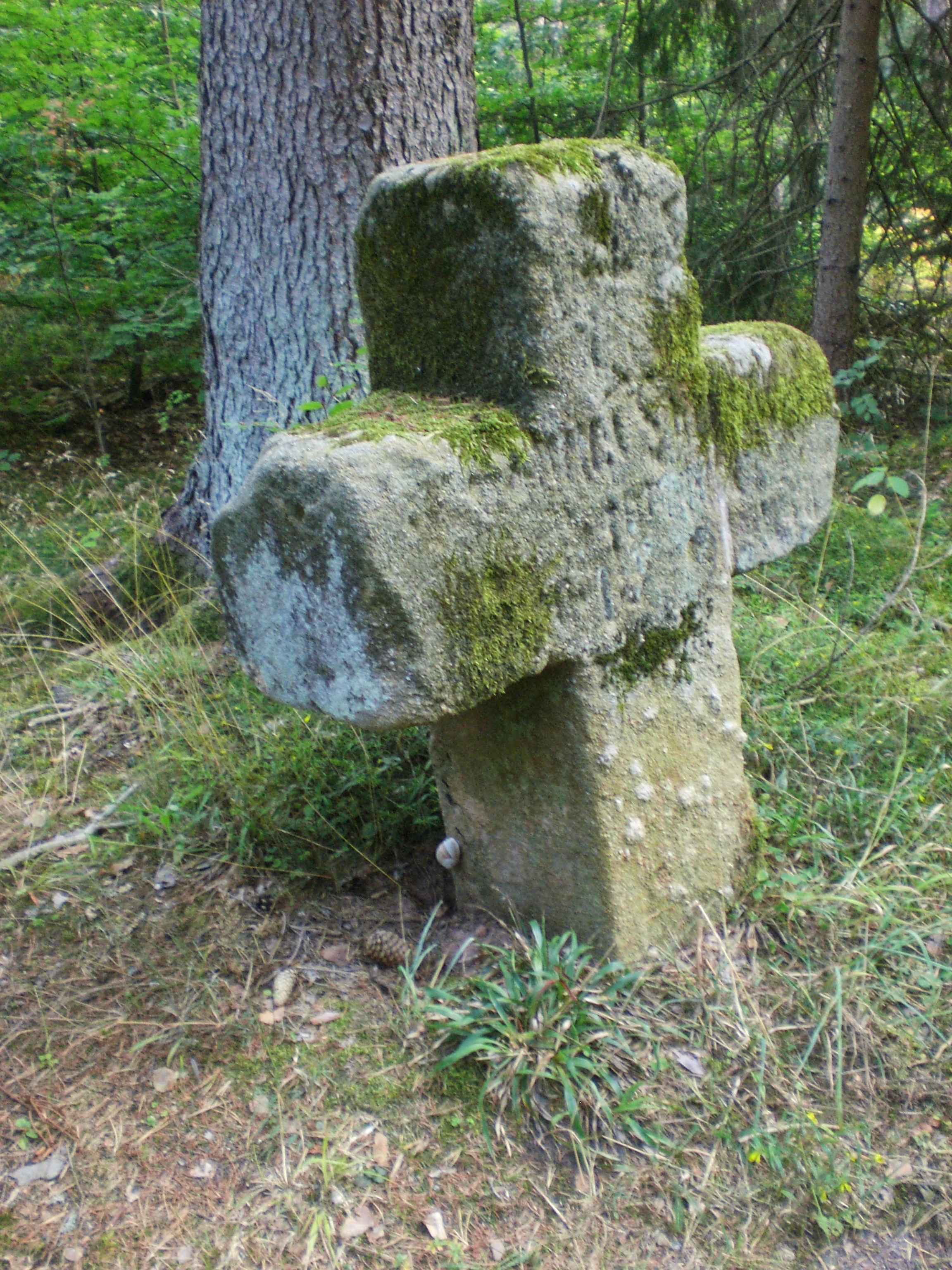
Perspektive von vorne
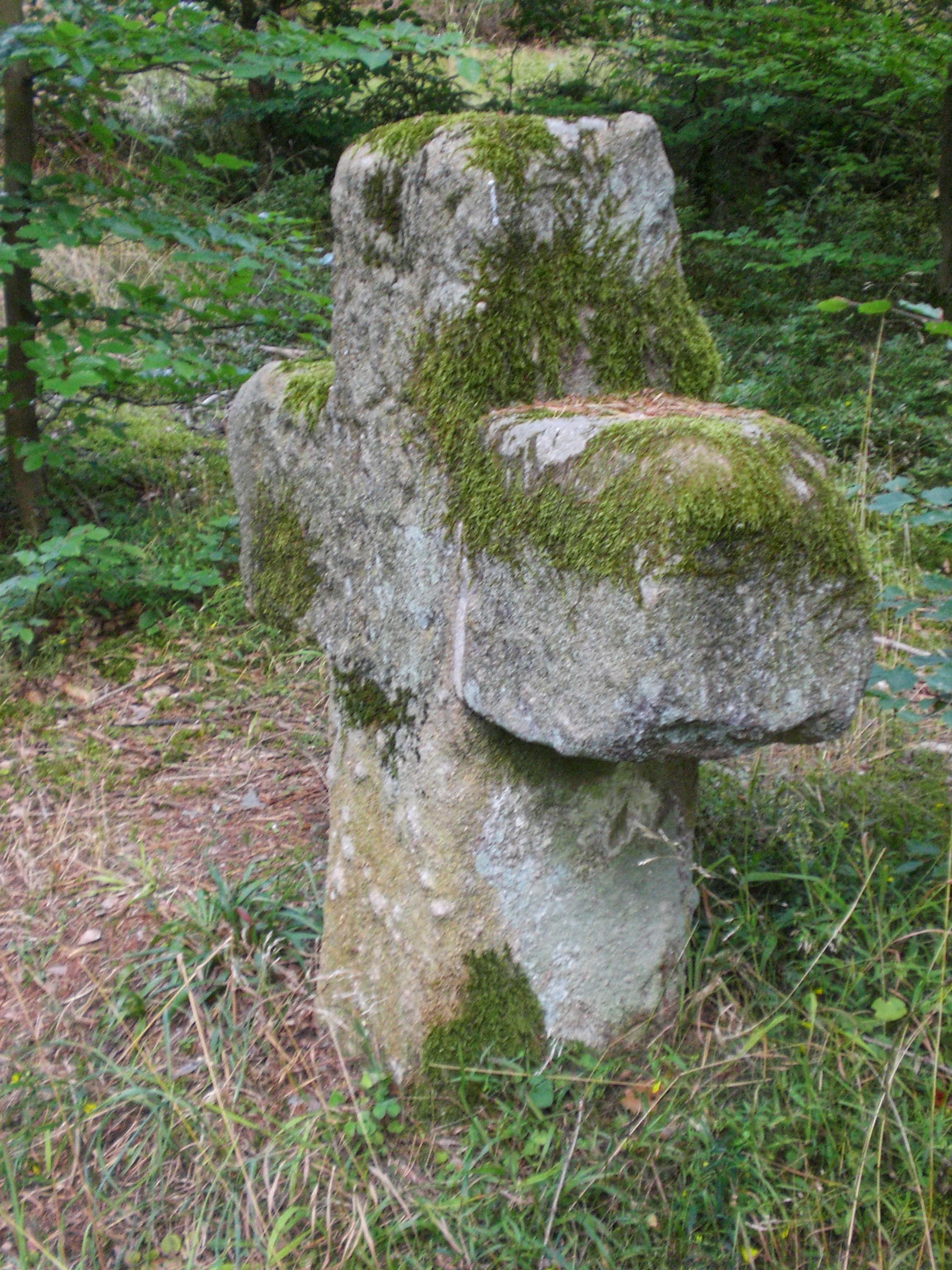
Perspektive von hinten
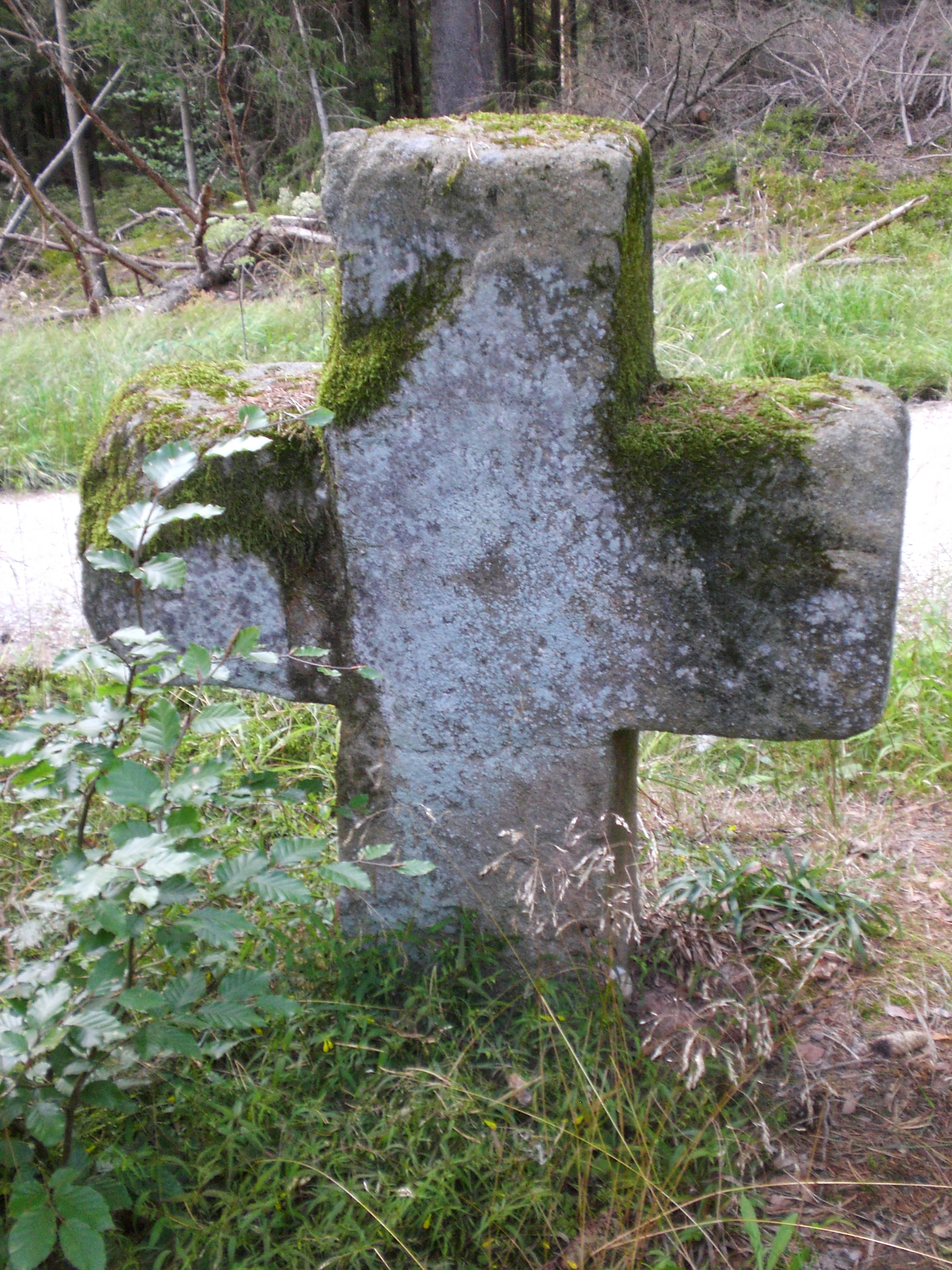
Ansicht von hinten
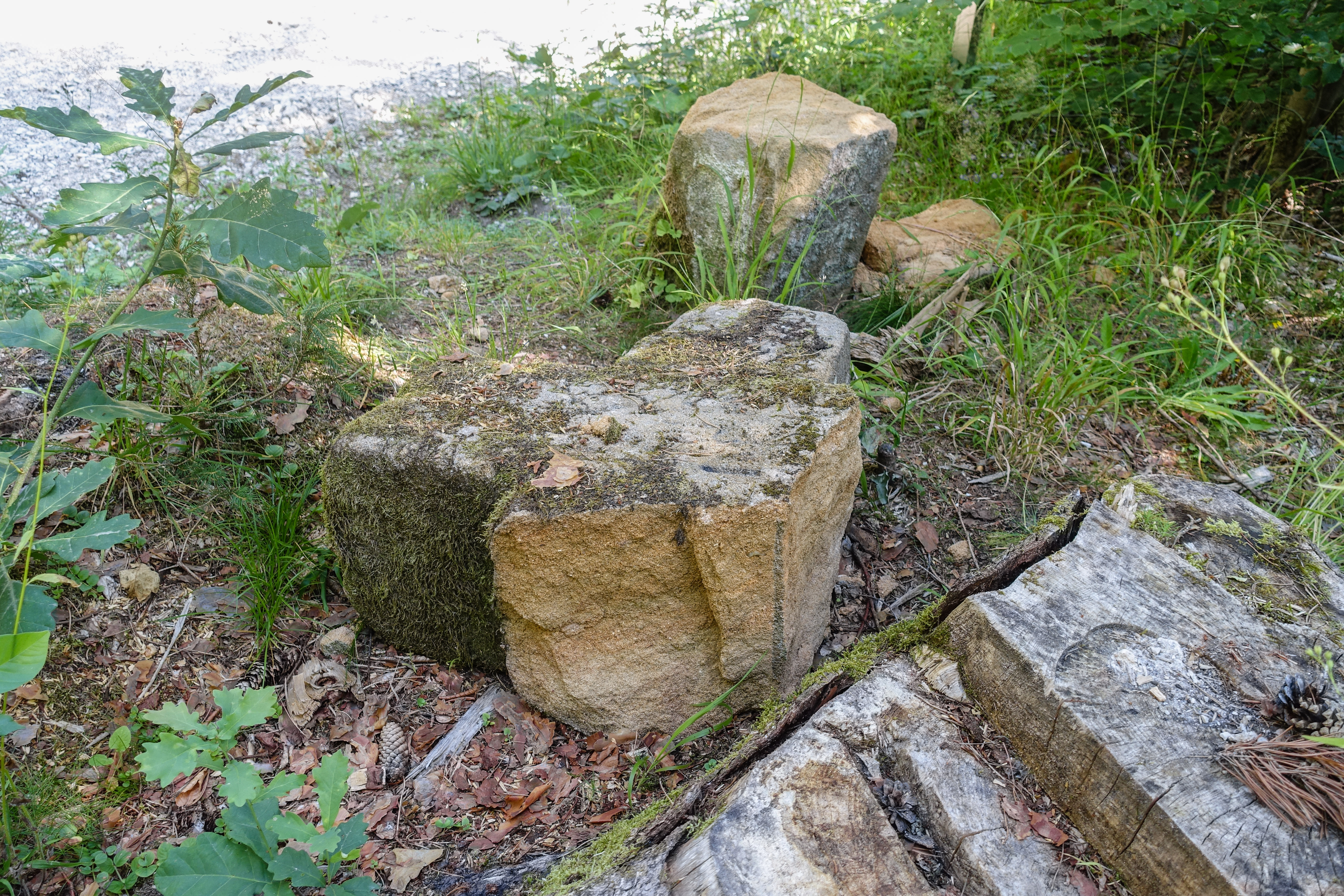
Ansicht des beschädigten Kreuzes, August 2020
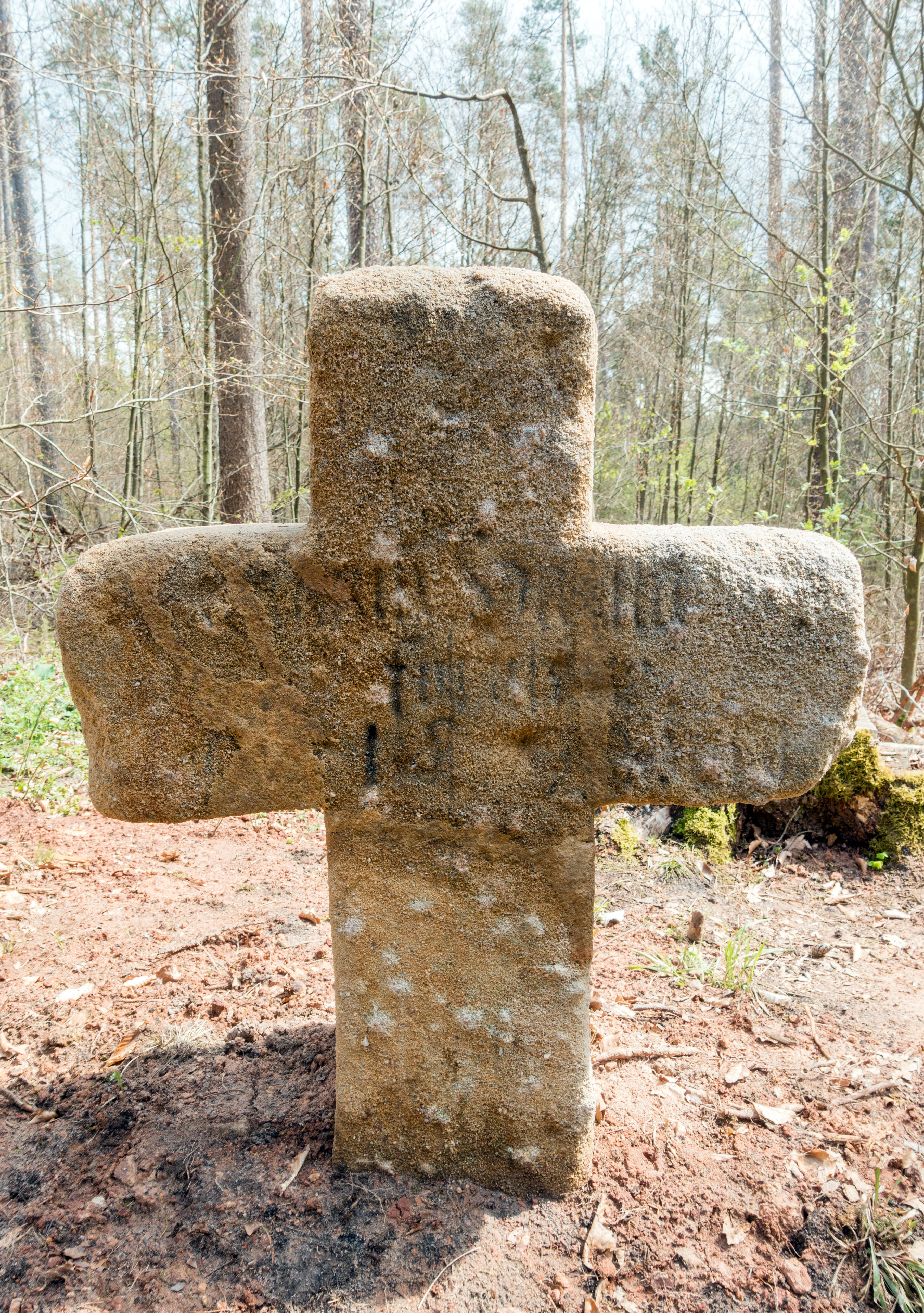
Ansicht des restaurierten Kreuzes, Mai 2021